# 塞耶河畔宽
塞耶河畔宽（法語：Coin-sur-Seille，法語發音：[kwɛ̃ syʁ sɛj]）是法国摩泽尔省的一个市镇，属于梅斯区。

## 地理
塞耶河畔宽（49°0'33"N, 6°9'41"E）面积3.31 平方千米，位于法国大東部大區摩泽尔省，该省份为法国东北部内陆省份，是洛林的一部分，西南接默尔特-摩泽尔省，东临下莱茵省，北与卢森堡和德国接壤。
与塞耶河畔宽接壤的市镇（或旧市镇、城区）包括：锡莱尼、屈夫里、马略勒、波梅里约、普尔努瓦拉谢蒂沃、普尔努瓦拉格拉斯、韦尔尼。

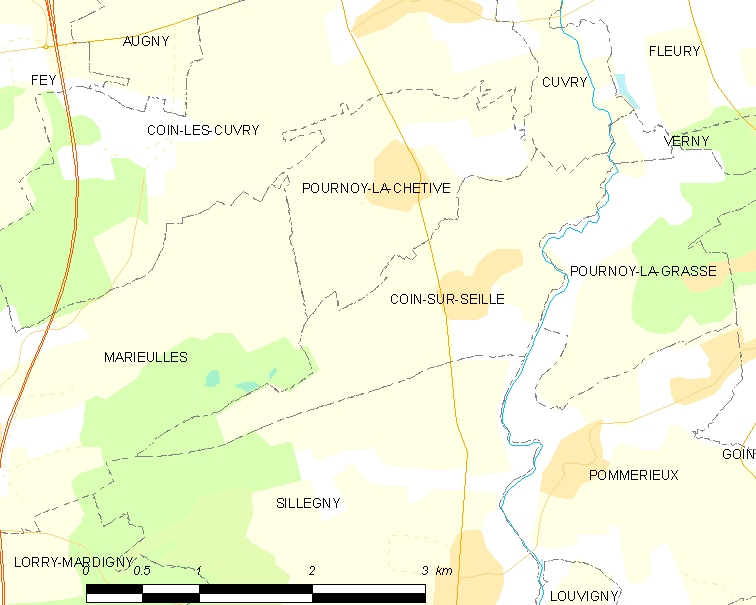
塞耶河畔宽的OSM定位图

塞耶河畔宽的时区为UTC+01:00、UTC+02:00（夏令时）。

## 行政
塞耶河畔宽的邮政编码为57420，INSEE市镇编码为57147。

## 政治
塞耶河畔宽所属的省级选区为摩泽尔山坡县。

## 人口

1962-2008年间塞耶河畔宽人口变化图示

塞耶河畔宽于2022年1月1日时的人口数量为334人。